# Mickaël Stéphan
Pour les articles homonymes, voir Stephan.
Mickaël Stéphan, né le 17 décembre 1975 à Valence, est un footballeur professionnel français qui évolue au poste de milieu défensif.

## Carrière
Mickaël est formé dans le club de sa ville de naissance, à l'ASOA Valence, avant d'être transféré en 2004 à l'Entente Sannois Saint-Gratien, puis à Angers en 2006.
À Angers, le rôle de Mickaël Stéphan dans le dispositif de Jean-Louis Garcia est assez particulier : discret sur le terrain, son rôle est de porter assistance aux défenseurs et de servir à relancer les joueurs au moyen de passes courtes au milieu du terrain. C'est cette discrétion qui en fait un joueur solide et efficace. 
Il inscrit son premier  but sous les couleurs angevines lors de sa 4e année au club, d'une frappe de 35 m, lors d'un match à Avignon.
Au total, Mickaël dispute plus de 200 matchs en Ligue 2 et plus de 160 matchs en National (3e division).
Il est de retour a l'ASOA Valence depuis janvier 2011 après avoir annoncé son départ à la retraite du football professionnel, après quatre saisons passées à Angers.
Il est actuellement licencié au Tennis Club Rochelain et vient de remporter la finale du tournoi 2022 dans la catégorie Seniors Messieurs.